# Уотт, Майк (хоккеист)
Майк Уотт (род. 31 марта 1976, Сифорт, Онтарио) — канадский хоккеист, нападающий.

## Биография
На драфте НХЛ 1994 года был выбран во 2-м раунде под общим 32-м номером клубом «Эдмонтон Ойлерз» и три сезона отыграл за команду Университета штата Мичиган. В НХЛ выступал за клубы «Эдмонтон Ойлерз» (1997/98), «Нью-Йорк Айлендерс» (1998/99 — 1999/2000), «Нэшвилл Предаторс» (2000/01), «Каролина Харрикейнз» (2002/03). В сезонах 2003/04 — 2004/05 играл за клуб российской Суперлиги СКА Санкт-Петербург. Выступал за «Лександ» (2005/06) в чемпионате Швеции и за «Маскигон Фьюри» (2006/07 — 2007/08).
Победитель чемпионата мира среди молодёжи 1996.